# Nerlin Membreño
Nerlin Alexis Membreño Flores (Tegucigalpa, 24 de enero de 1972) es un exfutbolista y director técnico hondureño. Actualmente se encuentra sin equipo.

## Trayectoria

### Como jugador
Como jugador, desarrolló gran parte de su carrera en el Olimpia, club con el que militó durante doce años y conquistó diez títulos nacionales e internacionales. Posteriormente, fichó por el Victoria, con el cual alcanzó a ser subcampeón del fútbol hondureño, en el Clausura 2006. Una vez finalizado ese torneo, firmó contrato por un año con el Atlético Olanchano, en donde finalmente se retiró. 

#### Selección nacional
Fue internacional con la Selección de fútbol de Honduras en diecisiete ocasiones y marcó un gol.

### Como entrenador
El 3 de diciembre de 2013, la directiva del Olimpia nombró al argentino Héctor Vargas como director técnico y a Membreño como asistente técnico. Como mano derecha de Vargas, Membreño conquistó cinco títulos nacionales (la Liga, la Copa y la Supercopa de Honduras), siendo uno de los únicos cuerpos técnicos en la historia del fútbol hondureño que ganaron las tres competiciones. 
El 8 de septiembre de 2017, el Honduras Progreso lo nombró como entrenador en reemplazo de Wilmer Cruz, con un contrato por lo que restaba del Torneo Apertura 2017. Al mando del cuadro arrocero, dirigió catorce partidos, sumando: cuatro triunfos, un empate y nueve derrotas. El 12 de diciembre fue separado de su cargo y, dos meses después, el 2 de febrero de 2018, demandó al club ante el Tribunal Nacional Arbitral de Fútbol (TNAF) por adeudo de dos meses de salario.
En 2019 fue nombrado entrenador del Olancho de la Liga de Ascenso de Honduras, con el objetivo de ascender a la máxima categoría. Con el cuadro olanchano se consagró campeón del Torneo Clausura 2019, pero perdió la finalísima de ascenso ante Real Sociedad.
El 18 de agosto de 2020 fue anunciado como asistente técnico de Ramón Maradiaga en el Vida, como relevo del cuerpo técnico liderado por el uruguayo Fernando Araújo. El 21 de noviembre de 2020, tras la renuncia de Maradiaga y faltando pocas fechas para terminar el Torneo Apertura 2020, Membreño fue designado como entrenador del club.

## Clubes

### Como jugador
| Club               | País     | Año         |
| ------------------ | -------- | ----------- |
| Olimpia            | Honduras | 1991 - 2003 |
| Victoria           | Honduras | 2003 - 2006 |
| Atlético Olanchano | Honduras | 2006 - 2007 |

### Como asistente técnico
| Club     | País     | Año         | Asistente de    |
| -------- | -------- | ----------- | --------------- |
| Olimpia  | Honduras | 2014 - 2017 | Héctor Vargas   |
| Vida     | Honduras | 2020        | Ramón Maradiaga |
| Marathón | Honduras | 2023        | Salomón Nazar   |

### Como entrenador
| Club              | País     | Año             | P   | PG | PE | PP | Efectividad |
| ----------------- | -------- | --------------- | --- | -- | -- | -- | ----------- |
| Honduras Progreso | Honduras | 2017            | 14  | 4  | 1  | 9  | 30.95%      |
| Olancho           | Honduras | 2019            | 20  | 10 | 4  | 6  | 56.67%      |
| Vida              | Honduras | 2020 - 2021     | 20  | 5  | 8  | 7  | 38.33%      |
| Juticalpa         | Honduras | 2022            | 40  | 10 | 5  | 25 | 37.5%       |
| Juticalpa         | Honduras | 2024            | 11  | 5  | 5  | 1  | 60.61%      |
| Total             | Total    | 2017 - Presente | 105 | 34 | 23 | 48 | 39.68 %     |

## Palmarés

### Como jugador
| Título                    | Club    | País     | Año  |
| ------------------------- | ------- | -------- | ---- |
| Liga Nacional de Honduras | Olimpia | Honduras | 1995 |
| Copa de Honduras          | Olimpia | Honduras | 1995 |
| Liga Nacional de Honduras | Olimpia | Honduras | 1996 |
| Copa de Honduras          | Olimpia | Honduras | 1998 |
| Torneo Clausura           | Olimpia | Honduras | 1999 |
| Copa Interclubes          | Olimpia | Honduras | 1999 |
| Copa Interclubes          | Olimpia | Honduras | 2000 |
| Torneo Apertura           | Olimpia | Honduras | 2000 |
| Torneo Apertura           | Olimpia | Honduras | 2002 |
| Torneo Clausura           | Olimpia | Honduras | 2004 |

### Como entrenador
| Título          | Club      | País     | Año  |
| --------------- | --------- | -------- | ---- |
| Torneo Clausura | Olancho   | Honduras | 2019 |
| Torneo Apertura | Juticalpa | Honduras | 2022 |